# Rectarcturus titaniae
Rectarcturus titaniae är en kräftdjursart som beskrevs av Oleg Grigor'evich Kussakin och Galina S. Vasina 1995. Rectarcturus titaniae ingår i släktet Rectarcturus och familjen Rectarcturidae. Inga underarter finns listade i Catalogue of Life.